# Аријел Рамирез
Аријел Рамирез (шп. Ariel Ramírez; Санта Фе , 4. септембар 1921 — Монте Гранде, 18. фебруар 2010) био је аргентински композитор.
Од своје младости Рамирез се интересовао за индијанску и креолску народну музику своје домовине. Године 1941. пропутовао је Аргентину и упознао народну музичку традицију.
Од 1943. као пијаниста је наступао са богатим репертоаром јужноамеричког фолклора. Боравио је у Европи од 1950. до 1954. студирајући класичну музику. Године 1955. основао је „Фолклорну групу Аријел Рамирез“ (шп. Compañía de Folklore Ariel Ramírez). Са овим ансамблом путовао је 1957. у Совјетски Савез, Чехословачку и Пољску.
Своје најпознатије дело Миса криоља (шп. Misa criolla) компоновао је 1964, а наредних година изводио је ово дело у Латинској Америци и Европи. Компоновао је и више кантата и других вокалних композиција, често на текстове песника Феликса Луне.

## Дела
- Вода и сунце Паране (Agua y sol del Paraná)
- Миса криоља (Misa Criolla), хорско дело, 1964.
- Наш Божић (Navidad Nuestra), 1964.
- Летњи Божић (Navidad en Verano), 1964.
- Вође (Los caudillos), кантата, 1965.
- Аргентинке (Mujeres argentinas), кантата, 1969.
- Јужноамеричка кантата (Cantata sudamericana), кантата, 1972.
- Изгубљена сестрица (La hermanita perdida), 1980.
- Миса за мир и правду (Misa por la paz y la justicia, на текстове папе Јована Павла II), 1980
- Алфонсина и море (Alfonsina y el mar)